# 罗素·G·福斯特
罗素·G·福斯特（英語：Russell Grant Foster，1959年—）是一位英国神经科学家，主要研究方向为昼夜节律，现为牛津大學布雷齊諾斯學院教授，曾发现内在光敏视网膜神经节细胞（pRGCs）。科普作品有《生命的季节——生生不息背后的生物节律》（Seasons of Life: The Biological Rhythms That Enable Living Things to Thrive and Survive，与里昴·克赖茨曼合著，2004出版）等。